# Caloplaca cerina
Caloplaca cerina (Hedw.) Th. Fr. ist eine Flechtenart aus der Familie der Teloschistaceae.

## Merkmale

### Makroskopische Merkmale
Caloplaca cerina ist eine Krustenflechte, das heißt ihr Lager (Thallus) liegt eng auf der Unterlage auf. 
Der Thallus ist dünn, leicht warzig, grau ohne Soredien und Isidien. Die Apothecien haben einen Durchmesser von 0,4 bis 1,5 mm. Die Apothecienscheibe ist gelb bis orange, nicht bereift, meist flach und im jungen Entwicklungsstadium etwas konkav. Der Apothecienrand ist hellgrau.

### Mikroskopische Merkmale
Die Sporen sind hyalin, polar-2-zellig, 10–15 × 4,30–5,90 µm. Die Paraphysen sind am Ende nicht oder nur geringfügig verdickt.

### Tüpfelreaktion
Der Thallus verfärbt sich beim Beträufeln mit Kalilauge nicht (K-) und die Apothecienscheibe verfärbt sich rot (K+).

## Ähnliche Art
Caloplaca cerina var. muscorum ist mit Caloplaca cerina leicht zu verwechseln. Der Unterschied ist, dass Caloplaca cerina auf Rinde und Caloplaca cerina var. muscorum nur auf Moosen vorkommt.